# Allée couverte von Vauville

Schema Galeriegrab

Die Allée couverte von Vauville (auch Pierres Pouquelées de Vauville genannt) liegt bei La Hague im Nordwesten des Dorfes Vauville und der Halbinsel Cotentin im Département Manche in der Normandie in Frankreich.
Das Wort pouquelé kommt vielleicht aus dem normannischen pouque und bezeichnet eine Tasche oder Nische, so auch die aus Megalithen gebildeten bei Dolmen mit Seitenkammern. Der Begriff kommt in den Départements Manche, Eure und Orne (Dolmen de la Pierre Couplée in La Ferté-Frênel), sowie auf Jersey (La Pouquelaye de Faldouet) und Guernsey vor.
Das nordwest-südost orientierte Galeriegrab liegt am Hang und ist etwas gestört. Es ist etwa 14,5 m lang, innen etwa 1,25 m und außen 2,4 m breit, bei einer inneren Höhe von 1,2 m. Es gibt Reste der Kammer, von der neun Tragsteinpaare und zwei Decksteine erhalten, aber, besonders in der Mitte der Anlage, umgefallen sind. Es gibt keine Anzeichen für einen Hügel oder Randsteinring und für die namengebenden Nischen. Der Zugang scheint seitlich im Südwesten gelegen zu haben.
Die Galerie wurde 1755 von der Akademischen Gesellschaft von Cherbourg ausgegraben, aber nicht veröffentlicht. Im frühen 19. Jahrhundert wurden von den Einheimischen Steine entfernt, um eine Brücke zu bauen. Die Unterpräfektur von Valognes stoppte die Aktion und ließ die Blöcke zurückbringen. Viele verschwanden im Jahre 1833 trotzdem. Die Anlage wurde 1907 unter Schutz gestellt.
Etwa acht Kilometer nördlich liegt die stark gestörte Anlage Le Jogard oder Trou des Fées als nördlichste der Normandie.